# Rubus calycacanthus
Rubus calycacanthus är en rosväxtart som beskrevs av Lév.. Rubus calycacanthus ingår i släktet rubusar, och familjen rosväxter. Inga underarter finns listade i Catalogue of Life.